# Sadie
Sadie (jap. サディ Sadi) – japoński zespół visual-kei utworzony w 2005 r. pochodzący z Osaki. Zespół gra muzykę heavymetalową, hardrockową i alternatywną. Sadie należy do wytwórni płytowych takich jak Face Music i Mijinko Records.

## Życiorys
Zespół został założony przez Mao, Tsurugi, Aki, Mizuki i Sora w lutym 2005 r. Jego nazwa pochodzi od angielskiego słowa sad („smutny”). Sora odszedł w styczniu 2006 roku z powodu „różnic artystycznych”, a w marcu do zespołu dołączył Kei. Ich pierwszy występ miał miejsce 18 marca 2005 roku w Osaka BIG CAT.
W dniu 27 lipca 2005 Sadie wydali pierwszy singiel Kokui no Shita no Yokubou to, Kunou no Hate ni Mita Hyakkei no Yuritachi (jap. 黒衣の下の欲望と、苦悩の果てに視た百景の百合達 Sadi) w limitowanym nakładzie 2000 egzemplarzy, który wyprzedano szybko.
Po Sora opuścił grupę w styczniu, Sadie zostali przedstawieni na CD Omnibus składance „さわやか 3 组”(Sawayaka sankumi) z piosenką „meisai”. Płyta ta została ograniczona do 777 egzemplarzy, a przyszedł tylko z 3 utwory, jeden po Sadie, jeden przez Billy i jeden przez Pumpkin Head.
W marcu, tuż po ogłoszeniu o ich pierwszym EPs „The Trend Killer”, Kei zastępuje Sora jako perkusista grupy. 19 i 26 kwietnia, Sadie byli gośćmi internetowego TV show Shoji Noriko „shigoto mo rock mo hard ga saikou!!”.
W czerwcu 2008 roku pierwszy album studyjny „Undead 13 +2" został wydany. Zawierał on ponowne nagrania starych, niedostępnych utworów Sadie. DVD z teledyskami wydano z limitowaną edycją. Zapowiedziano również, że kolejny singiel „Grieving the Dead Soul” ukaże się w lipcu.
W lutym 2009 roku, Sadie wydali piąty album „Master of Romance”, zawierający 4 wcześniej nagrane utwory.

## Członkowie

### Obecni
- Mao (真緒) – wokal
- Mizuki (美月) – gitara rytmiczna
- Tsurugi (剣) – gitara prowadząca
- Aki (亜季) – gitara basowa
- Kei (景) – perkusja

### Byli
- Sora (空) – perkusja (2005-2006)

## Dyskografia

### Albumy
- The Trend Killer (3 maja 2006)
- THE SUICIDE MACHINE (22 listopada 2006)
- TTHE BULLET STORM (25 lipca 2007)
- „SADIE” 〜UNDEAD13＋2〜 (25 czerwca 2008)
- MASTER OF ROMANCE (25 lutego 2009)
- Gain (30 grudnia 2009)
- Singles (28 kwietnia 2010)
- COLD BLOOD (6 kwietnia 2011)
- THE BLACK DIAMONDS (10 października 2012)
- MADRIGAL de MARIA (17 października 2013)
- GANGSTA (24 września 2014)

### Mini albumy
- Red Line (4 kwietnia 2012)
- bleach (14 maja 2014)

### Single
- Kokui no Shita no Yokubou to, Kunou no Hate ni Mita Hyakkei no Yuritachi (27 lipca 2005)
- dekiai (jap. 溺哀 -dekiai-) (14 grudnia 2005)
- GRUDGE OF SORROW (2 sierpnia 2006)
- a holy terrors (28 marca 2007)
- Crimson Tear (5 marca 2008)
- Grieving the dead soul (23 lipca 2008)
- Ice Romancer (17 grudnia 2008)
- Kagerō (jap. 陽炎) (15 lipca 2009)
- Dress (jap. ドレス Doresu) (28 kwietnia 2010)
- Cry More (jap. クライモア Kurai Moa) (29 września 2010)
- toge (jap. 棘-toge-) (3 listopada 2010)
- Juggernaut (15 grudnia 2010)
- Rosario (jap. Rosario-ロザリオ-) (12 października 2011)
- RED LINE (4 kwietnia 2012)
- METEOR (25 lipca 2012)
- Soukoku no Tsuya (jap. 双刻の艶) (27 marca 2013)

### DVD
- THE SUICIDAL APPLICANTS (2007.4.18)
- Distract against the terrors (2007.8.1)
- Grieving the dead soul (2009.3.18)
- MASTER OF ROMANCE (2009.10.28)
- DRESS OF SKIN (2010.10.6)

### Dystrybucyjne CD
- Oboreru Sakana (溺れる魚) (2005.12.3)
- Sayonara no Hate (サヨナラの果て) (2006.5.6)
- Dekiai (溺哀 -dekiai-) (2007.1.20)
- Struggle Against Betrayal (2008.10.5)
- Awaki Gunjou (2009.5.02)